# TVP3 Szczecin

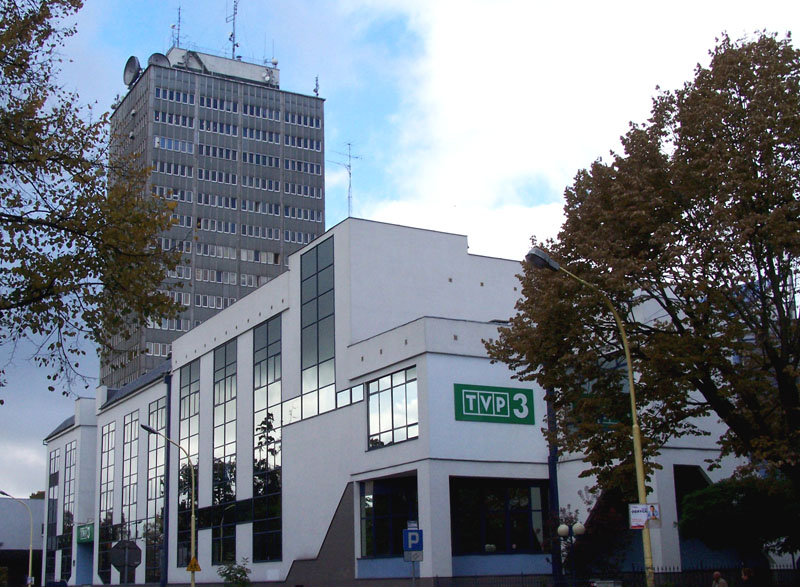
Budynek TVP3 Szczecin

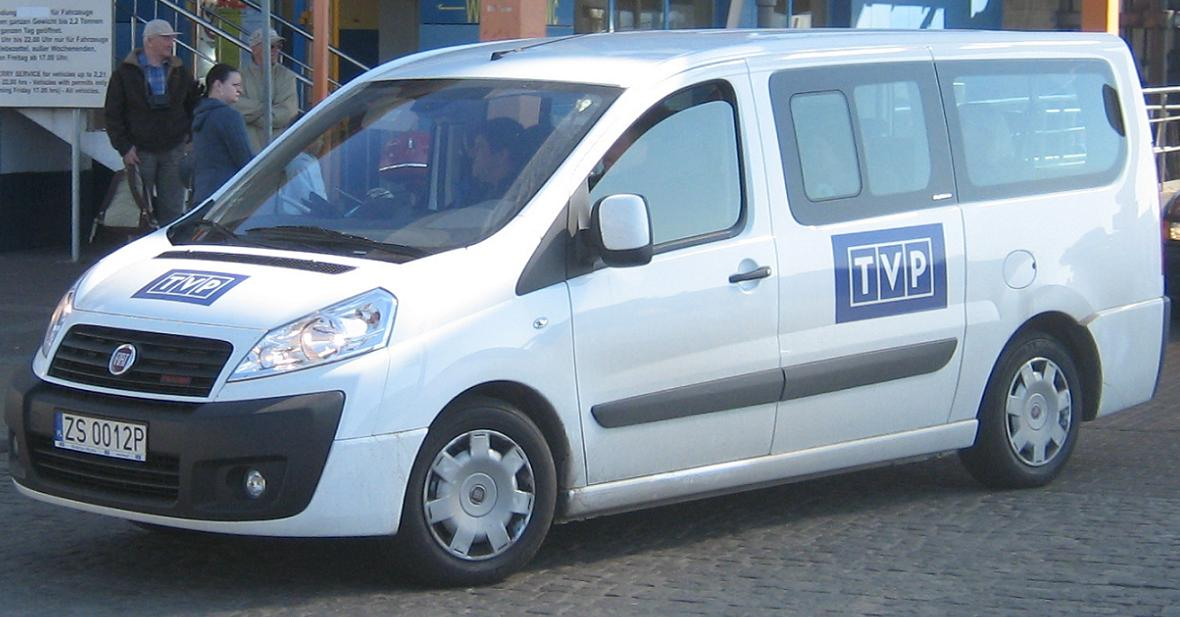
Fiat Scudo użytkowany przez TVP3 Szczecin jako wóz reporterski

TVP3 Szczecin (Telewizja Polska SA Oddział w Szczecinie, Telewizja Szczecin, dawniej Kanał 7, TVP Szczecin) – oddział terenowy Telewizji Polskiej obejmujący zasięgiem województwo zachodniopomorskie z siedzibą główną w Szczecinie oraz redakcją terenową w Koszalinie. Sztandarowym programem TVP3 Szczecin jest serwis informacyjny Kronika.
Kanał TVP3 Szczecin nadawany jest bezpłatnie w ramach ogólnopolskiego trzeciego multipleksu naziemnej telewizji cyfrowej (MUX 3). Dostępny jest również w sieciach kablowych oraz bezpłatnie w Internecie dzięki stronie internetowej TVP Stream i aplikacji TVP GO.

## Kalendarium
- 1956 – grupa inżynierów, techników, dziennikarzy, naukowców i artystów podjęła próbę utworzenia stacji telewizyjnej w Szczecinie. Najpierw powstał Społeczny Komitet Budowy Telewizji w Szczecinie, po roku przejęty przez nowo powstałe Towarzystwo Miłośników Telewizji. Dzięki wsparciu finansowemu szczecińskich przedsiębiorstw Towarzystwo zleciło budowę Doświadczalnego Ośrodka Telewizyjnego, który ulokowano na dachu najwyższego wówczas budynku w mieście, tzw. „odzieżowca” przy ulicy Tkackiej, skąd odbywały się pierwsze emisje programów telewizyjnych[3].
- lipiec 1957 – pierwsza próbna emisja Doświadczalnego Ośrodka Telewizyjnego odbyła się przy wykorzystaniu sprzętu telewizyjnego wypożyczonego z Warszawy i Poznania. Dziesięciogodzinny miejski program telewizyjny docierał wówczas do grupy 180 posiadaczy telewizorów w Szczecinie[4].
- 27 kwietnia 1960 – Telewizja Szczecin rozpoczęła oficjalne nadawanie[5]. Jako pierwszy program wyemitowano program informacyjny Telenotatnik[4].
- 13 lutego 1965 – otwarto ośrodek nadawczy w Kołowie, dzięki niemu umożliwiono odbiór programu ogólnopolskiego i przesył na antenę ogólnopolską[3].
- 13 czerwca 1965 – po raz pierwszy, bezpośrednio ze Szczecina nadany został na antenę ogólnopolską felieton filmowy pt. Granica, a dzień później program F jak Foka, który był relacją z trawlera na łowisku atlantyckim u wybrzeży Afryki. Programy zostały nadane z nowego studia telewizyjnego o powierzchni 60 m² w willi przy ul. Armii Czerwonej 30 (obecnie Monte Cassino)[3][4].
- 1969 – Telewizja Szczecin otrzymuje pierwszy wóz transmisyjny[3].
- październik 1972 – utworzono redakcję telewizyjną w Koszalinie[6],
- 1976 – Telewizja Szczecin otrzymuje wóz do transmisji w kolorze[3].
- 26 kwietnia 1980 – uruchomiono studio tzw. kolor przy ul. Niedziałkowskiego, w sąsiedztwie oddanego do użytku w tym samym czasie 17 piętrowego wieżowca PRiTV i zastąpione dopiero w 1996 roku kompleksem studyjnym i nowoczesną infrastrukturą produkcyjną tuż przy wieżowcu TV[3][7],
- 8 marca 1992 – powstał Kanał 7. Jego oglądalność sięgała wówczas ok. 20%. Siódemka była w tych czasach (na przemian z katowicką Tele 3) najchętniej oglądną stacją telewizyjną. Jej ramówkę wypełniały głównie seriale brazylijskie oraz programy dokumentalne zakupione z zachodu. Nie brakowało również produkcji własnej[4].
- maj 1993 – szczeciński oddział TVP SA, jako pierwsza stacja regionalna w Polsce, uruchomił lokalną Telegazetę – Teletext. Początkowo można było tam odnaleźć jedynie program telewizyjny. Wkrótce serwis znacznie powiększył swoją objętość[8].
- 1996 – z inicjatywy Ośrodka w Szczecinie, który miał do dyspozycji nowe cyfrowe studia (jako trzeci w kraju, poza Warszawą i Gdańskiem[4]) o powierzchni 90 m² i 350 m², raz w miesiącu rozpoczęto wspólnie z ośrodkiem w Poznaniu i Wrocławiu realizować godzinny program Telemost. Był to pierwszy w Polsce ponadregionalny program. Każdy z trzech ośrodków telewizyjnych był gospodarzem wydania. Program realizowano przez blisko 4 lata do 2000 roku[5].
- 15 maja 2001 – przeprowadzka ze starej redakcji w Koszalinie przy ul. Piłsudskiego 47/49 (obecnie Tęczowy Pałac) w Jamnie na nową redakcję przy ul. Andersa 26 w koszalińskim Śródmieściu[9][10].
- 3 marca 2002 – szczeciński ośrodek zaczyna nadawać w ramach stacji informacyjno-regionalnej TVP3 jako TVP3 Szczecin[11].
- 7 marca 2003 – zmiana logo i oprawy graficznej tak jak w pozostałych programach Telewizji Polskiej[12].
- 25 kwietnia 2003 – uruchomiono nadajnik analogowy w Koszalinie[13].
- czerwiec i lipiec 2003 – uruchomiono kolejne nadajniki analogowe w Łobzie, Gryficach, Kołobrzegu i Toporzyku[4][14][15].
- 2004 – zakupiono satelitarny wóz transmisyjny[4].
- 6 października 2007 – szczeciński program zmienia nazwę na TVP Szczecin i zaczyna nadawać w ramach pasm lokalnych TVP Info[16].
- 27 października 2010 – TVP Szczecin zaczęła emitować cyfrowy program DVB-T w trzecim multipleksie naziemnej telewizji cyfrowej (MUX 3) z nadajnika RTCN Kołowo na kanale 49[17].
- 30 grudnia 2010 o godz. 16:00 – program lokalny TVP Szczecin ostatni raz był retransmitowany na antenie Dwójki[18].
- marzec 2011 – TVP Szczecin rozpoczęła regularną emisję programów w 16:9[4].
- 30 sierpnia 2011 – 1 września 2013 – program TVP Szczecin został dodany do MUX 3, jako druga wersja regionalna TVP Info, z nadajników RTCN Piła/Rusinowo i RTCN Poznań/Śrem (do 1 czerwca 2012 roku)[19][20].
- 25 lutego 2013 – szczeciński program regionalny można oglądać bezpłatnie w Internecie dzięki stronie internetowej i aplikacji TVP Stream[2].
- 19 marca 2013 – wyłączenie analogowego nadajnika TVP Szczecin z obiektu RTCN Kołowo[21].
- 20 maja 2013 – wyłączenie pozostałych analogowych nadajników TVP Szczecin, przy jednoczesnym uruchamianiu cyfrowych nadajników MUX 3[22].
- 1 września 2013 – TVP Szczecin nadaje programy w ramach nowego kanału TVP Regionalna[23].
- 2 stycznia 2016 – powrócono do dawnej nazwy TVP3 Szczecin[24].
- 3 czerwca 2020 – wiele emisji MUX 3, gdzie nadawany jest program TVP3 Szczecin, przeniesiono na nowe częstotliwości w ramach tzw. refarmingu, czyli zwolnienia kanałów telewizyjnych powyżej pasma 700 MHz na potrzeby telefonii komórkowej[25].
- 14 lutego 2022 – TVP3 Szczecin można oglądać bezpłatnie dzięki aplikacji TVP GO dostępnej na systemach iOS i Android[26].
- 25 kwietnia 2022 – ze względu na zmianę standardu nadawania na DVB-T2/HEVC (nie dotyczyło to MUX 3 i MUX 8) w województwie zachodniopomorskim zwiększono moc emisji z dotychczasowych nadajników[27].
- 15 grudnia 2023 – rozpoczęcie emisji TVP3 Szczecin w jakości HD[28].

## Nadajniki naziemne TVP3 Szczecin

### Nadajniki analogowe wyłączone w 2013 roku
Telewizja Szczecin pod koniec lat 90. obejmowała swoim zasięgiem ówczesne województwa: szczecińskie, koszalińskie, słupskie oraz część województwa gorzowskiego. Od 1 stycznia 1999 roku obejmuje obecne województwo zachodniopomorskie.
| Typ obiektu | Nazwa obiektu                | Częstotliwość (MHz) | Kanał | Charakterystyka promieniowania | Polaryzacja | Moc (kW) | Data wyłączenia nadajnika |
| ----------- | ---------------------------- | ------------------- | ----- | ------------------------------ | ----------- | -------- | ------------------------- |
| RTCN        | Szczecin/Kołowo              | 607,25 MHz          | 38    | kierunkowa (D)                 | pozioma (H) | 400 kW   | 19 marca 2013             |
| RTON        | Łobez/Toporzyk               | 583,25 MHz          | 35    | kierunkowa (D)                 | pozioma (H) | 40 kW    | 20 maja 2013              |
| RSN         | Kołobrzeg/Jedności Narodowej | 695,25 MHz          | 49    | kierunkowa (D)                 | pozioma (H) | 1 kW     | 20 maja 2013              |
| RTON        | Koszalin/Góra Chełmska       | 215,25 MHz          | 11    | kierunkowa (D)                 | pionowa (V) | 0,5 kW   | 20 maja 2013              |
| TSR         | Szczecinek/Góra Winniczna    | 471,25 MHz          | 21    | kierunkowa (D)                 | pozioma (H) | 0,05 kW  | 20 maja 2013              |
| TSR         | Trzebiatów/ul. Wodna         | 183,25 MHz          | 7     | dookólna (ND)                  | pionowa (V) | 0,03 kW  | 20 maja 2013              |
| TSR         | Łobez/ul. Podgórna           | 183,25 MHz          | 7     | kierunkowa (D)                 | pozioma (H) | 0,02 kW  | 20 maja 2013              |
| RTON        | Gryfice/ul. Trzygłowska      | 207,25 MHz          | 10    | kierunkowa (D)                 | pozioma (H) | 0,01 kW  | 20 maja 2013              |

Opracowano na podstawie materiału źródłowego

#### NadajnikiTVP2z wejściami lokalnymi Telewizji Szczecin (do 2010 roku)
| Typ obiektu | Nazwa obiektu          | Częstotliwość (MHz) | Kanał | Charakterystyka promieniowania | Polaryzacja | Moc (kW) | Data wyłączenia nadajnika |
| ----------- | ---------------------- | ------------------- | ----- | ------------------------------ | ----------- | -------- | ------------------------- |
| RTCN        | Szczecin/Kołowo        | 543,25 MHz          | 30    | dookólna (ND)                  | pozioma (H) | 600 kW   | 19 marca 2013             |
| RTCN        | Koszalin/Gołogóra      | 487,25 MHz          | 23    | dookólna (ND)                  | pozioma (H) | 400 kW   | 20 maja 2013              |
| RTCN        | Białogard/Sławoborze   | 527,25 MHz          | 28    | dookólna (ND)                  | pozioma (H) | 100 kW   | 20 maja 2013              |
| RTON        | Świnoujście/Chrobrego  | 567,25 MHz          | 33    | kierunkowa (D)                 | pozioma (H) | 10 kW    | 20 maja 2013              |
| RTON        | Koszalin/Góra Chełmska | 471,25 MHz          | 21    | kierunkowa (D)                 | pozioma (H) | 0,5 kW   | 20 maja 2013              |

Opracowano na podstawie materiału źródłowego

### Nadajniki cyfroweDVB-T2MUX 3
Wszystkie nadajniki są położone w województwie zachodniopomorskim. 3 czerwca 2020 roku wiele emisji przeniesiono na nowe częstotliwości w ramach tzw. refarmingu, czyli zwolnienia kanałów telewizyjnych na potrzeby telefonii komórkowej. 25 kwietnia 2022 roku ze względu na zmianę standardu nadawania na DVB-T2/HEVC (nie dotyczyło to MUX 3 i MUX 8) w województwach kujawsko-pomorskim, pomorskim, zachodniopomorskim, wielkopolskim oraz w części województwa warmińsko-mazurskiego i mazowieckiego zwiększono moc emisji z dotychczasowych nadajników. 15 grudnia 2023 roku zmieniono standard nadawania nadajników MUX 3 na DVB-T2/HEVC.
| Typ obiektu | Nazwa obiektu           | Częstotliwość (MHz) | Kanał | Charakterystyka promieniowania | Polaryzacja | Moc (kW) | Data uruchomienia nadajnika |
| ----------- | ----------------------- | ------------------- | ----- | ------------------------------ | ----------- | -------- | --------------------------- |
| RTCN        | Szczecin/Kołowo         | 690 MHz             | 48    | kierunkowa (D)                 | pozioma (H) | 120 kW   | 27 października 2010        |
| RTCN        | Koszalin/Gołogóra       | 610 MHz             | 38    | kierunkowa (D)                 | pozioma (H) | 71 kW    | 20 maja 2013                |
| RTCN        | Białogard/Sławoborze    | 610 MHz             | 38    | dookólna (ND)                  | pozioma (H) | 50 kW    | 20 maja 2013                |
| RTCN        | Piła/Rusinowo           | 570 MHz             | 33    | dookólna (ND)                  | pozioma (H) | 35 kW    | 28 kwietnia 2014            |
| RSN         | Szczecin/Warszewo       | 690 MHz             | 48    | kierunkowa (D)                 | pozioma (H) | 14 kW    | 28 kwietnia 2014            |
| EKSP        | Grzywacz                | 690 MHz             | 48    | kierunkowa (D)                 | pozioma (H) | 4 kW     | 20 maja 2013                |
| RTON        | Koszalin/Góra Chełmska  | 610 MHz             | 38    | dookólna (ND)                  | pozioma (H) | 3,5 kW   | 20 maja 2013                |
| TSR         | Trzęsacz                | 610 MHz             | 38    | kierunkowa (D)                 | pozioma (H) | 0,1 kW   | 25 kwietnia 2022            |
| RTON        | Świnoujście/Chrobrego   | 690 MHz             | 48    | kierunkowa (D)                 | pozioma (H) | 0,1 kW   | lipiec/sierpień 2023        |
| RTON        | Gryfice/ul. Trzygłowska | 610 MHz             | 38    | dookólna (ND)                  | pozioma (H) | 0,01 kW  | 20 maja 2013                |
| TSR         | Łobez/ul. Podgórna      | 610 MHz             | 38    | dookólna (ND)                  | pozioma (H) | 0,01 kW  | 20 maja 2013                |
| TSR         | Trzebiatów/ul. Wodna    | 610 MHz             | 38    | dookólna (ND)                  | pozioma (H) | 0,01 kW  | 20 maja 2013                |

#### Wyłączone nadajniki cyfroweDVB-TMUX 3
| Typ obiektu | Nazwa obiektu             | Częstotliwość (MHz) | Kanał | Charakterystyka promieniowania | Moc (kW) | Data uruchomienia nadajnika | Data wyłączenia nadajnika |
| ----------- | ------------------------- | ------------------- | ----- | ------------------------------ | -------- | --------------------------- | ------------------------- |
| TSR         | Szczecinek/Góra Winniczna | 786 MHz             | 60    | kierunkowa (D)                 | 0,017 kW | 20 maja 2013                | 3 czerwca 2020            |
| TSR         | Rewal/Lędzin              | 610 MHz             | 38    | dookólna (ND)                  | 0,1 kW   | ok. 2017 roku               | 25 kwietnia 2022          |

Opracowano na podstawie materiału źródłowego.

## Programy TVP3 Szczecin
Ramówka obejmuje m.in. programy informacyjne z regionu, publicystyczne, przyrodnicze, reportaże, transmisje z mszy świętych, transmisje sportowe oraz relacje z koncertów, spektakli i wystaw.

### Programy własne (stan na wiosnę 2022)
Programy informacyjne i publicystyczne
- Kronika (od 1966 roku) – program informacyjny ośrodka w Szczecinie
- Prognoza pogody
- Rozmowa dnia

Programy sportowe
- Sport – dziesięciominutowy, cotygodniowy program informacyjny. Oprócz informacji także rozmowa z gościem.

Programy kulturalne
- Menu Kulturalne (od 2017 roku) – dziesięciominutowy program o wydarzeniach kulturalnych w Szczecinie i regionie. Wiadomości, felietony, zapowiedzi wydarzeń i rozmowy z twórcami i organizatorami wydarzeń.

Programy społeczne
- Wiatr od morza – cykliczny program o tematyce gospodarczo-morskiej
- Wokół Nas – program interwencyjny
- Europa z bliska (od 2015 roku)

Programy religijne
- Arka – magazyn katolicki Archidiecezji Szczecińsko-Kamieńskiej
- Barka – magazyn katolicki Diecezji Koszalińsko-Kołobrzeskiej

### Programy nieemitowane w TVP3 Szczecin (niepełna lista)
- Magazyn Sobota – emitowany w listopadzie i grudniu, godzinne podsumowanie tygodnia
- Kronika Obraz Dnia (2008-2011, 2017-2023) – podsumowanie dnia
- Spięcie – rozmowa w ramach programu Kronika Obraz Dnia
- Na afiszu
- Artwizje
- Szczecin na słodko
- Gość Kamery
- Kramik z Muzami
- Skrzynka Techniczna
- Telenotatnik (serwis informacyjny)
- Granica
- F jak Foka
- Europub
- Pogranicze
- Magazyn Reporterów
- SZPI(E)K
- Motojazda
- Znani od kuchni
- Muzyczna "7-ka"
- Studio Hit
- Przegląd dnia
- Fonograf
- Stacja Cooltura
- Listy do PRL-u
- Eurofarmer
- Magazyn sportowy
- Zielonym do góry
- Pomorskie krajobrazy
- Bez Barier
- Raport Kryminalny
- Między Odrą a Renem
- Gotowi Start
- Baltic Sea
- Sprawa polityczna
- Popołudnie z TVP3 Szczecin
- Podsumowanie Tygodnia
- Niedziałkowskiego 24a
- Chwila z artystą
- Zapiski Łazęgi
- Telenotatnik
- Pomerania Ethnica
- Telewizyjny Klub Srebrnego Włosa
- Archiwum zbrodni
- Kronika 18 lat wcześniej
- Lekcja Historii
- Powrót do przeszłości
- Zdarzyło się przed laty
- Rozmowy o miłosierdziu

### Programy TVP3 Szczecin na antenach ogólnopolskich (niepełna lista)
Programy wyprodukowane dla TVP1
- Eureka
- Telewizyjne Technikum Rolnicze (1970-1990)
- Morze (1988-1997) – program o morzu Marka Koszura
- Stacja PRL (1999-2000) – serial dokumentalny (powtórki w TVP3 i TVP Polonia)
- Para w Polskę (2003-2006) – program podróżniczy (powtórki w TVP Polonia i TVP Historia)
- Śmiechu warte (1994-2009) – program rozrywkowy prowadzony przez Tadeusza Drozdę.
- Gimnastyka dla przedszkolaków

Programy wyprodukowane dla TVP2
- Złoty interes (2003-2005) – teleturniej
- Z bocianiego gniazda
- Zrozumieć świat (2001-2003) – serial edukacyjny
- Dlaczego to my?
- Małopole czyli świat (2003) – serial komediowy

Programy wyprodukowane dla TVP3/TVP Regionalna
- Linia Brzegowa
- Watra
- Zwolnij w sieci
- Od niedzieli do niedzieli
- Co niesie dzień (2013-2021) – poranny program emitowany początkowo na TVP Regionalna, potem w TVP3 pokazujący najważniejsze wydarzenia którymi danego dnia będzie żyć cała Polska. Początkowo ten program emitowano od poniedziałku do piątku o 8:00. Od 4 stycznia 2016 program można było zobaczyć o 8:15, czyli kwadrans później i od 29 sierpnia o 8:00, 10:00, ale także od 2 listopada 2016 roku dodatkowo o 12:45.

Programy wyprodukowane dla TVP Info
- Cała Naprzód
- Po sukces do Unii

Programy wyprodukowane dla TVP Polonia
- Berliński Express (2001-2006, 2012-2017 na antenie lokalnej[49]) – realizowany przez Marię Bartczak i Monikę Wilczyńską[4]
- Misja Gryf (2007) – serial dokumentalny (powtórki w TVP Historia)
- Dzień Dobry z Polski

## Oprawa graficzna TVP3 Szczecin

### Plansza wywoławcza i sygnał Telewizji Szczecin
Planszę wywoławczą stanowiła fotografia autorstwa Witolda Chromińskiego, przedstawiająca fragment szczecińskiego portu z elewatorem „Ewa”, wraz z sygnałem dźwiękowym autorstwa Stanisława Modelskiego, na który składał się motyw muzyczny zagrany na dwóch waltorniach z dogranym buczeniem syren lodołamacza m/s „Swarożyc”, przyprowadzonego w kwietniu 1948 roku z Amsterdamu do szczecińskiego portu przez kpt. Konstantego Gowora. Pracownicy telewizji w swoim slangu nazywali ją „krową”, ponieważ dźwięk holownika towarzyszący prezentowanej planszy przypominał ryczenie krowy.

### Logo TVP3 Szczecin
| Okres wykorzystywania                | Opis | Ilustracja |
| ------------------------------------ | --- | ---------- |
| 8 marca 1992 – 19 listopada 2000     | Białe poziome kreski tworzące cyfrę 7, a na niej symbol białej mewy. |            |
| 1995–2004                            | Ówczesne logo Telewizji Polskiej, a nad literami TVP czarny napis Szczecin zapisany kursywą. Po lewej stronie na kolorowych paskach rysunek przedstawiający mewę. Logo Telewizji Szczecin było prezentowane przed rozpoczęciem programu lokalnego i programami emitowanymi na antenach ogólnopolskich TVP. |            |
| 20 listopada 2000 – 15 stycznia 2001 | Po lewej stronie paski w barwach ówczesnej TVP na których jest mewa znana z wcześniejszego logo Kanału 7. Obok obowiązujące w tamtym czasie logo nadawcy. Po prawej stronie cyfra 3, a na dolnej części znajduje się rozszerzony napis Szczecin, którego na antenie nie emitowano.                         |            |
| 15 stycznia 2001 – 6 marca 2003      | Logo podobne do poprzedniego, z tym że usunięto z niego „łyżwę” i rozszerzono napis Szczecin. |            |
| 7 marca 2003 – 30 listopada 2007     | Nowe logo TVP, po prawej stronie cyfra 3, poniżej napis Szczecin, wszystko w kolorze zielonym. Na ekranie logo krystaliczne (od 6 października do 30 listopada 2007 bez cyfry 3). |            |
| 1 grudnia 2007 – 31 sierpnia 2013    | Logo podobne do logo stacji TVP Info – zamiast napisu INFO jest napis Szczecin. |            |
| 1 września 2013 – 1 stycznia 2016    | Białe logo TVP, poniżej napis Szczecin; wszystko na zielonym tle. Logo występowało także w odwrotnej wersji kolorystycznej. |            |
| od 2 stycznia 2016 roku              | Na granatowym tle logo TVP3, pod spodem napis Szczecin. Od 15 lutego 2022 roku logo na ekranie jest mniejsze. |            |

## Dyrektorzy TVP3 Szczecin
| okres pełnienia funkcji | okres pełnienia funkcji | imię i nazwisko                     |
| od                      | do                      | imię i nazwisko                     |
| ----------------------- | ----------------------- | ----------------------------------- |
| 1955                    | 1961                    | Jerzy Fedorowski                    |
| 1961                    | 1964                    | Marian Syganiec                     |
| 1963                    | 1965                    | Tadeusz Kurek                       |
| 1965                    | 1968                    | Stanisław Borowiecki                |
| 1969                    | 1971                    | Ryszard Liskowacki                  |
| 1971                    | 1980                    | Adam Kilnar                         |
| 1980                    | 1980                    | Zbigniew Puchalski                  |
| 1981                    | 1982                    | Władysław Daniszewski               |
| 1982                    | 1985                    | Stefan Januszewicz                  |
| 1986                    | 1988                    | Władysław Wojciechowski             |
| 1988                    | 1990                    | Jacek Popiołek                      |
| 1990                    | 1991                    | Przemysław Fenrych                  |
| 1992                    | 1995                    | Jacek Kamiński                      |
| 1995                    | 1996                    | Tadeusz Zwiefka                     |
| 1997                    | 1997                    | Grzegorz Matz (p.o. dyrektora)      |
| 1997                    | 2000                    | Marek Pasiuta                       |
| 2000                    | 2006                    | Krzysztof Matlak                    |
| 2006                    | 2011                    | Piotr Lichota                       |
| 2011                    | 26 września 2017        | Maria Bartczak                      |
| październik 2017        | marzec 2019             | Piotr Lichota                       |
| marzec 2019             | wrzesień 2021           | Piotr Dziemiańczuk (p.o. dyrektora) |
| wrzesień 2021           | styczeń 2024            | Piotr Dziemiańczuk                  |
| styczeń 2024            | –                       | Dariusz Baranik                     |

Opracowano na podstawie materiału źródłowego.